# 578 هـ
578 هـ هي سنة في التقويم الهجري امتدت مقابلةً في التقويم الميلادي بين سنتي 1182 و1183.

## مواليد
- العز بن عبد السلام
- محب الدين ابن النجار
- أحمد بن عمر بن إبراهيم القرطبي

## وفيات
- السهروردي المقتول
- أحمد بن علي الرفاعي